# Арифвала
Арифвала (англ. Arifwala) — город в пакистанской провинции Пенджаб, расположен в округе Пакпаттане.

## Географическое положение
Высота центра НП составляет 147 метров над уровнем моря.

## Демография
Население города по годам:
| 1961   | 1972   | 1981   | 1998   | 2010   |
| ------ | ------ | ------ | ------ | ------ |
| 18 558 | 28 171 | 43 654 | 72 392 | 98 168 |